# Blackened
«Blackened» es la primera canción de ...And Justice for All, el cuarto álbum de estudio del grupo musical estadounidense Metallica.
James Hetfield y Lars Ulrich participaron en la composición de la música de la canción junto al bajista Jason Newsted, que se presentaba en el álbum como nuevo bajista del grupo musical. De hecho, fue suya la idea del último «riff» de bajo que puede apreciarse en la canción.
El sello discográfico del grupo se llama «Blackened» en referencia a esta canción.
La canción fue parodiada por el grupo musical Beatallica combinada con la canción «Back in the U.S.S.R.» de The Beatles la cual fue llamada «Blackened in the U.S.S.R.».
Esta canción fue compuesta especialmente para este álbum, comenzando (igual que «Battery» y «Fight Fire with Fire») con una introducción suave (que en el álbum está pasado en reversa) que deriva en un «riff» más pesado y rápido, culminando abruptamente para dar paso a la canción «...And Justice for All».

## Letra
La letra de «Blackened» nos habla acerca de los estragos que el hombre ha hecho en la «madre Tierra», con sus actos desmedidos de consumismo e industrialización. A esto se le agrega una visión apocalíptica de autodestrucción del hombre.

## Créditos
- James Hetfield: Voz y guitarra rítmica.
- Kirk Hammett: Guitarra líder.
- Jason Newsted: Bajo eléctrico.
- Lars Ulrich: Batería y percusión.

- Datos: Q3361491